# Plec neural
Els plecs neurals, en anglès:neural folds, són dues crestes longitudinals que es formen enfront de la línia primitiva durant el procés d'embriogènesi. S'originen pel plegament de l'ectoderma i el seu precursor és la placa neural. Comencen el seu desenvolupament a petita distància darrera de l'extrem anterior del disc embrionari. Després de la seva diferenciació es converteixen en el tub neural.

## Imatges

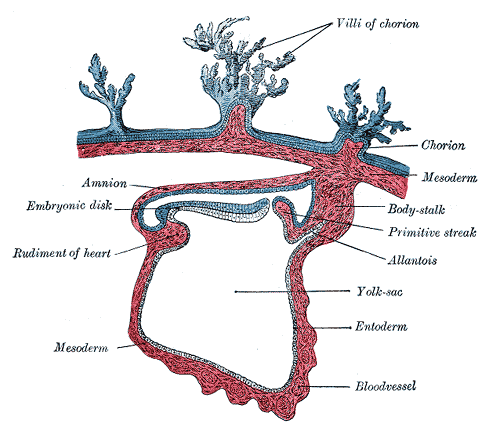
Secció longitudinal de l'embrió.
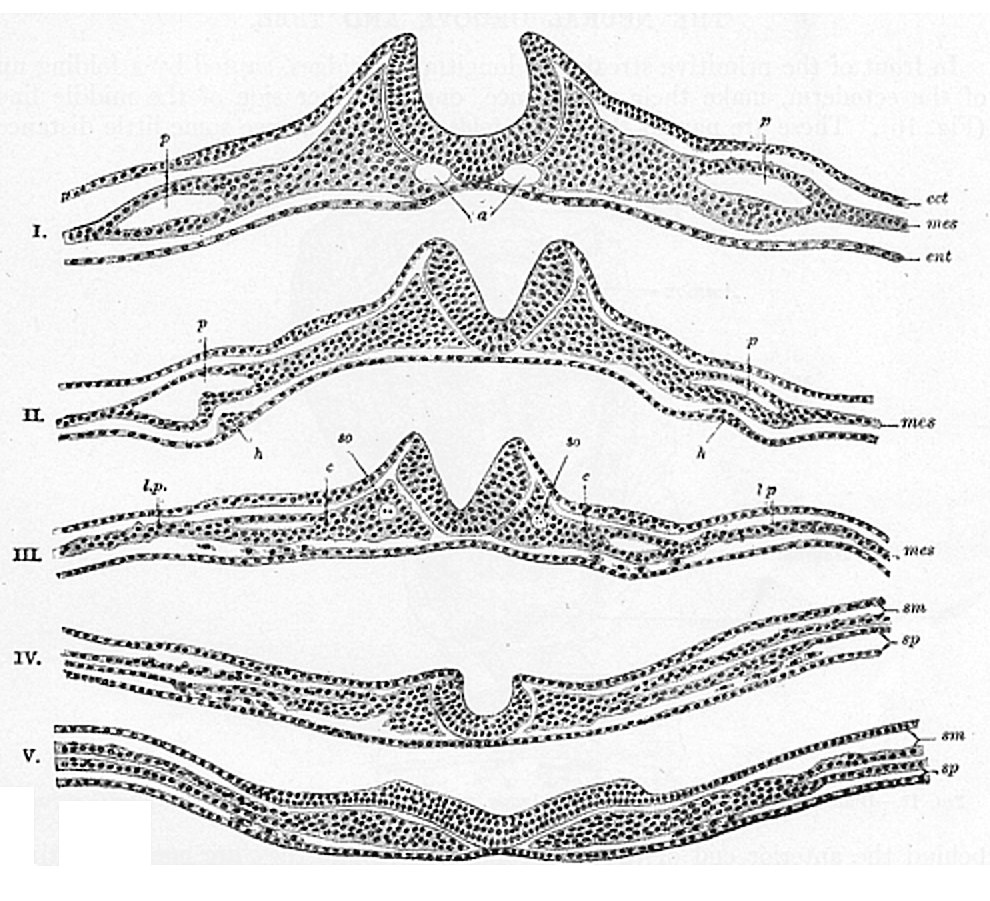
Secció transversal del disc embrionari mostrant el plec.
Cresta neural